# MATARKA
A MATARKA (Magyar Folyóiratok Tartalomjegyzékeinek Kereshető Adatbázisa) magyar kiadású szakfolyóiratok tartalomjegyzékeit dolgozza fel könyvtárak és folyóirat-szerkesztőségek összefogásával, a Miskolci Egyetem Könyvtár, Levéltár, Múzeum vezetésével.
„Magyarországon ez az első olyan tartalomjegyzék-szolgáltatás, amely nemcsak a folyóiratszámok tartalomjegyzékének böngészését, hanem a szerző és/vagy a címben levő szavak keresését is lehetővé teszi.”

## A szolgáltatás létrejöttének rövid története
A MATARKA létrehozása Burmeister Erzsébet nevéhez fűződik, aki az adatbázis fejlesztésének és működtetésének irányítója, a szolgáltatás szervezője és képviselője.
2001 májusában a Miskolci Egyetem Könyvtár, Levéltár, Múzeum a Nemzeti Kulturális Örökség Minisztériumához (NKÖM) pályázatot nyújtott be, mely sikeres volt és a könyvtár 1 000 000 forintot nyert a szolgáltatás létrehozására.
A megvalósításon 2002. január elején kezdtek el dolgozni. Meghatározták a szolgáltatás célját; megtervezték és létrehozták az adatbázist; elkészítették a programokat és a beviteli űrlapokat; kiválasztották a feldolgozandó folyóiratokat; összeállították a beviteli segédletet, melynek segítségével 12 miskolci könyvtáros 2002 februárjában elkezdhette az adatbeviteli munkát, 15 műszaki folyóirat 10 évre visszamenő tartalomjegyzékének feldolgozását.
2002 márciusában a könyvtár újabb pályázatot nyújtott be az NKÖM-höz, mely pályázat szintén sikeres volt. A minisztériumtól két és fél millió forint támogatást kaptak.
2002 májusában az egyetemi szerverről elindult a szolgáltatás, de ekkor még nem MATARKA néven működött.

A MATARKA logója

2002 októberében 7 másik intézménnyel együtt – akik a Katalist levelező listáján közzétett felhívásra jelentkeztek – kezdődött el a közös munka. 97 folyóirat, 57 616 cím feldolgozására vállalkoztak.
2003-ban kapta meg a szolgáltatás a MATARKA nevet, és 2003 februárjától érhető el az igényelt http://matarka.hu/ domainnéven keresztül.
2004. január 1-től érhetők el a honlapon a statisztikák menüpont alól, az adatbázis használati statisztikái napi, havi és éves bontásban, illetve az utolsó 150 keresést is ki lehet listázni.
2004 februárjában a Miskolci Egyetem Könyvtár, Levéltár, Múzeum és az OSZK együttműködési megállapodást kötött, melyben az EPA vállalta, hogy az újabb folyóiratok archiválásáról értesíti a MATARKA munkatársait és honlapján működteti a MATARKA keresőjét, ezzel biztosítva a további nyilvánosságot.
Az első két sikeres pályázatot követően a részt vevő könyvtárak száma tovább bővült. A szolgáltatás folyamatos fenntartása érdekében együttműködési szerződést kötöttek: 2004-ben az alapító könyvtárakból és a csatlakozott könyvtárakból konzorciumot alapítottak.
2007-ben megkötötték a második konzorciumi szerződést.
2007 februárjában megvalósították a cikkmásolat-kérés technikai hátterét. Ez a szolgáltatás az OSZK-val együttműködve valósult meg.
2008-ban a portálprogram keretében elkezdődött az EPA-MATARKA-HUMANUS (EHM) összehangolt fejlesztése.
2011 júniusában jött létre az EHM közös keresője, mely a http://ehm.ek.szte.hu/ehm címen érhető el.
Az országos együttműködés jelenleg[mikor?] is működik és gyorsan fejlődik.

## A MATARKA tartalma
- magyar nyelvű vagy magyar kiadású szakfolyóiratok nyomtatásban megjelent számainak tartalomjegyzékei
- szerzők, címek, rovatok és oldalszámok
- ugrópontok a cikkek teljes szövegére (ha ezek elérhetők az interneten)
- ugrópont az EPA-ban archivált cikkekre

## Technikai adatok
- 2003-ban számláló bevezetésére került sor, mely a látogatók számát mutatja (a számláló beindítása óta 2017 júniusáig 21 650 397 látogatója volt),
- szintén 2003-ban a könnyebb használat érdekében, a beviteli felületen is hajtottak végre változtatásokat,
- az adatok feldolgozása kézi adatbevitellel, valamint a már digitális formában rendelkezésre álló adatok konvertálásával történik,
- az adatbázisba került adatok szerzők, illetve a címben lévő szavak szerint kereshetők vissza,
- a lapszámok külön-külön is böngészhetők,
- a cikkek 30 százaléka érthető el közvetlenül teljes szöveggel, a többiről cikkmásolat kérhető,
- statisztikai adatok a látogatottságra és gyarapodásra vonatkozóan napi, havi és éves szinten megtekinthetők (2017 június 1-én 1793 folyóirat, 2507698 cím, 357069 szerző, 690830 ugrópont teljes szövegre).

## A MATARKA 8 alapító tagja
| Miskolci Egyetem, Könyvtár, Levéltár, Múzeum                                     | Miskolc     |
| Berzsenyi Dániel Főiskola Központi Könyvtára                                     | Szombathely |
| Budapest Főváros Levéltára                                                       | Budapest    |
| MTA Nyelvtudományi Intézet                                                       | Budapest    |
| Márton Áron Szakkollégium                                                        | Budapest    |
| Nyíregyházi Főiskola Központi Könyvtár                                           | Nyíregyháza |
| Szegedi Élelmiszeripari Főiskolai Kar Könyvtára                                  | Szeged      |
| VATI Magyar Regionális Fejlesztési és Urbanisztikai Közhasznú Társaság Könyvtára | Budapest    |

2017-ben 54 feldolgozó könyvtára van.

## A MATARKA által feldolgozott első 15 folyóirat
|     | Cím                                      | ISSN      |
| --- | ---------------------------------------- | --------- |
| 1.  | Acta Geodaetica                          | 0236-758  |
| 2.  | Bányászati és Kohászati Lapok: Bányászat | 0522-512  |
| 3.  | Bányászati és Kohászati Lapok: Kohászat  | 0005-5670 |
| 4.  | Energiagazdálkodás                       | 0021-0757 |
| 5.  | Építőanyag                               | 0013-970X |
| 6.  | Földtani Kutatás                         | 0133-2422 |
| 7.  | Földrajzi Értesítő                       | 0015-5403 |
| 8.  | Földrajzi Közlemények                    | 0015-5411 |
| 9.  | Földtani Közlöny                         | 0015-542X |
| 10. | Geodézia és Kartográfia                  | 0016-7118 |
| 11. | Hidrológiai Közlöny                      | 0016-7118 |
| 12. | Korróziós Figyelő                        | 0133-2546 |
| 13. | Magyar Geofizika                         | 0025-0120 |
| 14. | Periodica Polytechnica                   | 0025-0120 |
| 15. | Vízügyi Közlemények                      | 0042-7616 |